# Aksel Daniel Westerlind
Aksel Daniel Westerlind född 2 maj 1865 i Dals-Ed, Dalsland, död 6 september 1938 i Chicago, var en svensk-amerikansk målare, tecknare och litograf.
Han var son till arrendatorn Carl Gustaf Westerlind och Anna Kristina Björlin och från 1890 gift med Elin Wilhelmina Nyman. Westerlind studerade en tid vid Chalmers Tekniska institut där han under teckningslektionerna uppmuntrades av teckningsläraren Lauritz Baltzer att utveckla sin konstnärliga talang. Han lämnade Chalmers för att studera konst för Berndt Lindholm och Carl Larsson vid Valands målarskola. Han utvandrade till Amerika 1887 där han studerade målning för Thure Thulstrup och J W Densmore. Samtidigt med sina studier arbetade han som litograf och blev senare konstnärlig medarbetare i flera olika litografiska företag. Westerlind var en av initiativtagarna till bildandet av svenska Chicagokonstnärernas förening Swedish Artists.  Bland hans offentliga arbeten märks marinmålningen Sailor, Beware i Jacksonville, Florida. Hans konst består av mariner, snömotiv och Michigan-sjöns kustlandskap utförda i olja eller akvarell. Westerlind är förutom i amerikanska museum representerad vid Smålands museum i Växjö.